# Markus Frank
Markus Frank (Bad Kreuznach, 9 dicembre 1972) è un attore tedesco.

## Biografia
Nel 1995 inizia gli studi di recitazione presso la Hochschule di musica e teatro ad Amburgo, laureandosi nel 2000. È noto al pubblico televisivo per aver interpretato Konrad Landmann, tra il 2007 e il 2009, ne La strada per la felicità, su ZDF.

## Filmografia

### Cinema
- Mimirsbrunnr, regia di Sebastian Herrmann (2005)

### Televisione
- Die Schule am See – serie TV, episodio 2x12 (2000)
- Stahlnetz – serie TV, episodio 9x01 (2001)
- La strada per la felicità (Wege zum Glück) – serial TV, 289 puntate (2007-2009)
- La nave dei sogni (Das Traumschiff) – serie TV, episodio 1x60 (2009)
- Il nostro amico Charly (Unser Charly) – serie TV, episodio 15x15 (2010)
- Familiengeheimnisse - Liebe, Schuld und Tod, regia di Carlo Rola (2011)

## Programmi televisivi
- Volle Kanne (2008)